# BurJuman
 (décembre 2012).
Si vous disposez d'ouvrages ou d'articles de référence ou si vous connaissez des sites web de qualité traitant du thème abordé ici, merci de compléter l'article en donnant les références utiles à sa vérifiabilité et en les liant à la section « Notes et références ».

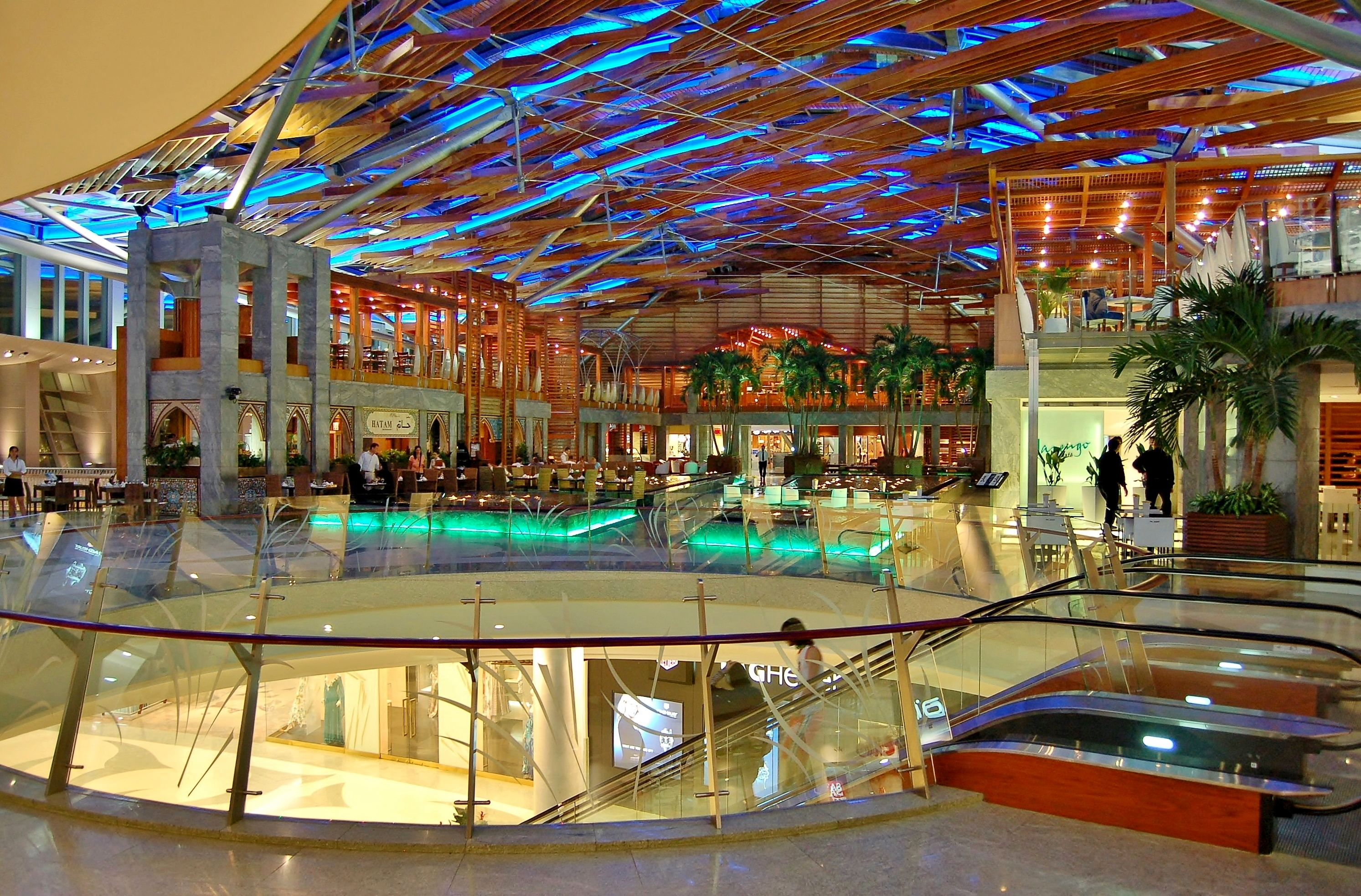
Vue de l'intérieur du centre commercial.

Le centre commercial de BurJuman, situé au centre-ville de Dubaï, est le plus haut de gamme de la ville avec des boutiques comme celles de Cartier, Louis Vuitton, Chaumet, Tiffany & Co., etc. Une extension récente a porté sa surface commercial à 75 000 m2.